# Regent's Park
Pour les articles homonymes, voir Régent.
Pour la station de métro, voir Regent's Park (métro de Londres).
Regent's Park (officiellement The Regent's Park) est l'un des parcs royaux de Londres. Il est situé au nord du centre de Londres, en partie dans la Cité de Westminster et en partie dans le district de Camden (le Broadwalk marquant la limite entre les deux districts).
Le nom du parc, de Regent's Canal et de Regent Street renvoient à George, prince-régent (plus tard George IV).

## Description
Regent's Park abrite les parterres de fleurs les plus sophistiqués de Londres. Au nord se trouve le zoo de Londres, traversé par une partie du Regent’s Canal, datant de 1820. Au nord-ouest, on emprunte la St. John’s Wood Road, en passant à côté du Lord’s Cricket Ground, en direction d’Abbey Road. Au sud-est du parc se trouve la Cumberland Terrace de John Nash, un ensemble résidentiel de style Regency. Au sud se trouvent deux des musées connus, Madame Tussauds et le musée Sherlock Holmes.

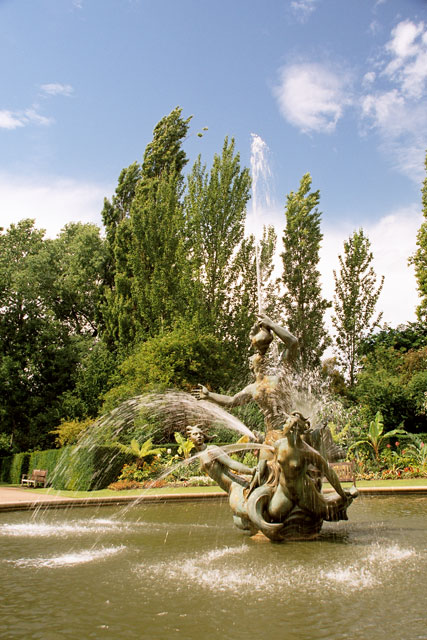
La Fontaine de Triton dans les Jardins de la Reine Marie

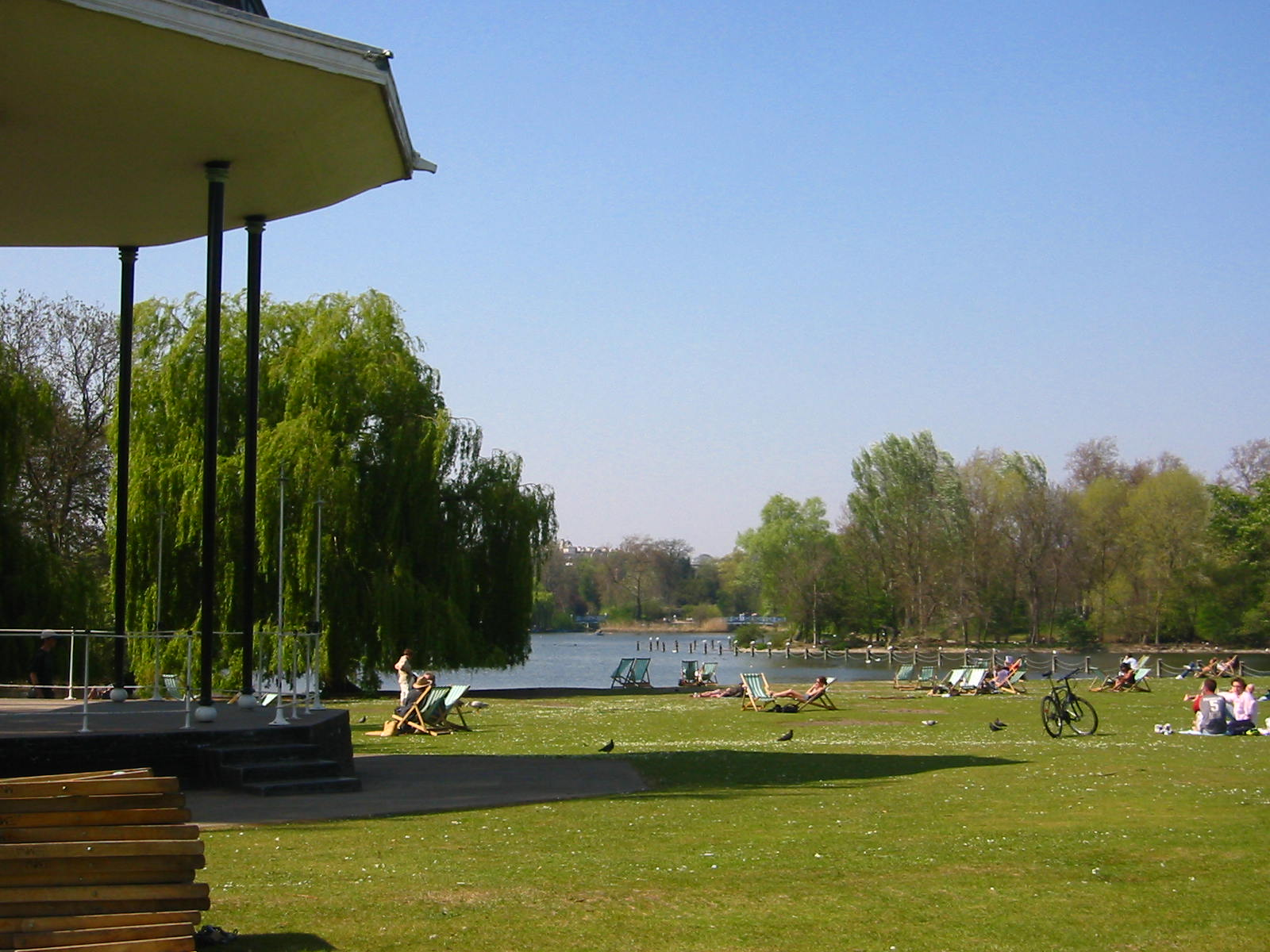
Le kiosque à musique et le lac de canotage de Regent's Park

Le parc a une rocade extérieure, l’Outer Circle (le Cercle externe) et une rocade intérieure, l’Inner Circle (le Cercle interne), qui contient la partie la plus travaillée du parc, les Queen Mary Gardens (les Jardins de la Reine Marie, nommé d'après Mary de Teck). Deux routes reliant les rocades délimitent une zone au-delà de laquelle le parc est réservé aux piétons. Le sud, l'est et la plus grande partie de l’ouest du parc sont bordés par les élégantes terraces décorées de stuc blanc, prolongeant des maisons dessinées par John Nash. Serpentant à travers l’extrémité nord du parc, le Regent’s Canal relie le Grand Union Canal aux anciens docks de Londres.
Les 166 hectares de superficie du parc (410 acres) sont en grande partie traités en espace ouvert, offrant une large gamme d’équipements et d’aménagements avec des jardins, un lac ornithologique et de plaisance nautique, des terrains de sport et des aires de jeux pour enfants. L’extrémité nord-est du parc accueille le zoo de Londres. Il y a plusieurs jardins publics, fleuris et architecturés, comptant parmi eux les Queen Mary Gardens dans les limites de l’Inner Circle et où est situé l’Open Air Theatre ; dans le prolongement sud-est les jardins à l’italienne bien structurés jouxtent les jardins à l’anglaise aux formes plus libres ; c'est aussi à Regent's Park que se trouvent les jardins de Saint John’s Lodge. Winfield House, la résidence officielle de l’ambassadeur des États-Unis au Royaume-Uni est érigée sur un terrain privatif dans la partie ouest du parc. Non loin se trouve la grande mosquée de Londres avec son dôme, point de repère visible de différentes parties du parc.
Situé juste à l’extérieur de la partie sud de l’Inner Circle se trouve le Regent’s College, un consortium d'écoles réputées, qui est le siège aussi bien de la London Business School (LBS) que de l’European Business School, le British American College London (BACL) et la Webster Graduate School parmi d’autres.
À proximité du nord du parc se trouve Primrose Hill, un parc qui offre de belles perspectives sur Westminster et la City de Londres. Primrose Hill est un parc royal qui appartient à la Couronne ainsi que les autres parcs royaux du Domaine de la Couronne. La maintenance est assurée par la Royal Park Agency avec une contribution des Conseils de Westminster et de Camden.
Primrose Hill n'appartient pas à la Corporation de Londres.

## Histoire des lieux

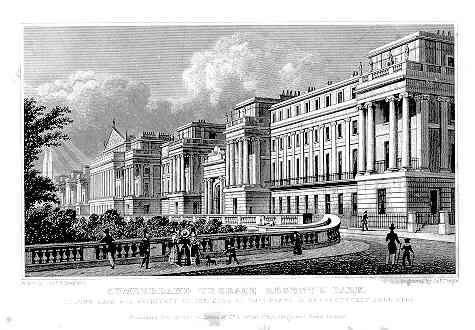
Cumberland Terrace à l’est de Regent’s Park est la plus grande terrace construite par Nash surplombant le parc.

Le domaine qui était autrefois connu sous le nom de Marylebone Park était la propriété de la Couronne depuis des siècles et était loué au duc de Portland en tant que terrain de chasse. Quand le bail expira en 1811, le prince-régent (qui allait devenir le roi George IV) chargea l’architecte John Nash d’élaborer un plan d’aménagement sur ces terres. Au début, Nash imagina un palace pour le prince et un ensemble de pavillons pour ses amis, mais quand on passa à la réalisation à partir de 1854, le palais et la plupart des pavillons furent abandonnés. Cependant les terraces projetées à la périphérie du parc furent en grande partie construites. Nash n’a pas exécuté tous les détails lui-même ; à plusieurs endroits les finitions ont été faites par d’autres architectes comme le jeune Decimus Burton. Le projet de Regent’s Park fut intégré à d’autres projets construits pour le prince régent par Nash, dont Regent Street et la terrace de Carlton House, dans un grand geste urbain s’étirant depuis St James's Park jusqu’à Parliament Hill. Le parc fut une première fois ouvert au public en 1845, initialement deux jours par semaine.
Les Queen Mary Gardens dans l’Inner Circle ont été créés dans les années 1930, ouvrant cette partie du parc au public pour la première fois, et nommés d'après la reine Mary de Teck. Auparavant, les lieux servaient de pépinière avant d’être loués à la Royal Botanic Society .
En 1982 un attentat à la bombe commis par l’IRA provisoire cause la mort de sept musiciens des Royal Green Jackets.
Les terrains de sport dont le revêtement avait été exécuté avec un mauvais drainage après la seconde guerre mondiale, a été rechapé entre 2002 et 2004, et en 2005 une nouvelle salle de sport a été construite.
Le 7 juillet 2006, le parc fut le lieu de commémoration des attentats de Londres du 7 juillet 2005. Des membres du public ont placé des morceaux de mosaïque sur sept feuilles violettes. Puis des membres des familles des victimes ont déposé des morceaux jaunes pour terminer la mosaïque.

## Sports
Les amateurs peuvent pratiquer une grande variété de sports dans le parc comme la course à pied, le tennis, le netball, l’athlétisme, le cricket, le Softball, le rounders, le football, le hockey, le football australien, le rugby et l’ultimate (frisbee). Il y a trois terrains de sport pour les enfants avec un personnel encadrant, et on peut faire du bateau sur le lac principal.
Il était prévu que le parc jouerait un rôle important dans les Jeux olympiques d'été de 2012 puisqu’il devait recevoir les compétitions de baseball et de balle molle, mais ces sports ont été abandonnés du programme olympique en 2012. Cependant les épreuves de cyclisme sur route passeront tout de même par Regent’s Park.

Le parc est aussi le lieu où évolue le club londonien de shinty, le London Camanachd (le shinty est un jeu d’équipe écossais, ancêtre du hockey sur gazon). Des rencontres de shinty y sont régulièrement organisées.
Le patinage sur glace était populaire dans le parc au dix-neuvième siècle, lorsque le lac gelait en hiver. Il cessa d'être populaire après un drame (en) survenu le 15 janvier 1867, lorsque la glace sur le lac se rompit, entraînant la mort de 40 personnes.

## Les villas
Huit villas ont été construites dans le parc. Voici ci-dessous la liste de leur nom telle qu’elle est donnée sur le plan de Londres de Christopher et John Greenwood (deuxième édition de 1830) .

### Aux alentours de la partie ouest du parc
- La Marquis of Herford’s Villa : reconstruite en Winfield House dans les années 1930, aujourd’hui la résidence de l’ambassadeur des États-Unis.
- La Grove House : une résidence encore privée.
- La Hanover Lodge : en restauration depuis 2005.
- L’Albany Cottage : démoli. Le site est maintenant occupé par la grande mosquée de Londres.

### Autour de l’Inner Circle
- Le St. John’s Lodge : une résidence encore privée, mais une partie de son jardin est maintenant ouverte au public. Ceci résulte d’un arrangement avec les propriétaires qui permet ainsi au public de jouir de leur jardin.
- The Holme : une résidence encore privée. Le Hanover Lodge (actuellement[Quand ?] en importante restauration), le St. John’s Lodge et le Holme appartiennent à la même famille.
- La South Villa : site de l’observatoire de George Bishop  érigé en 1836 à côté de la maison et équipé d’un réfracteur Dolland de 7 pouces. Hind, Vogel, Marth, Talmage, Pogson et Dawes sont venus y scruter le ciel. L’observatoire ferma quand Bishop mourut en 1861. Les instruments et le dôme déménagèrent à Meadowbank dans le Twickenham en 1863. Puis l’observatoire de Twickenham ferma en 1877 et les instruments furent donnés à l’observatoire royal de Naples (observatoire astronomique de Capodimonte). La South Villa fait maintenant place au Regent’s College, actuellement l’une des deux plus grandes constructions du parc, le long du zoo.

### Aux abords du côté est du parc
- La Sir H. Taylor’s Villa : démolie ; le site fait maintenant partie de la grande pelouse.

- En 1832, Holford House, la plus grande des villas à l’époque, fut construite au nord de Hertford House à l'endroit où Finchley Road et Avenue Road rencontrent Regent’s Park. En 1856, elle devint le Collège Regent's Park (qui, en 1927, déménagea à Oxford). En 1944, durant la Seconde Guerre mondiale, Holford House fut en grande partie détruite par un bombardement. Elle fut finalement démolie en 1948.

- Entre 1988 et 2004, six nouvelles villas ont été construites par la Couronne dans la limite nord-ouest du parc, entre l’Outer Circle et Regent’s Canal. Elles ont été dessinées par Quinlan Terry selon différents styles traditionnels et nommées en conséquence : la corinthienne, la gothique, l’ionienne, la régence, la toscane et la vénitienne.

## Lesterraces
Bordant le parc, on peut voir, du nord au sud et dans le sens des aiguilles d’une montre, les ensembles résidentiels suivants :

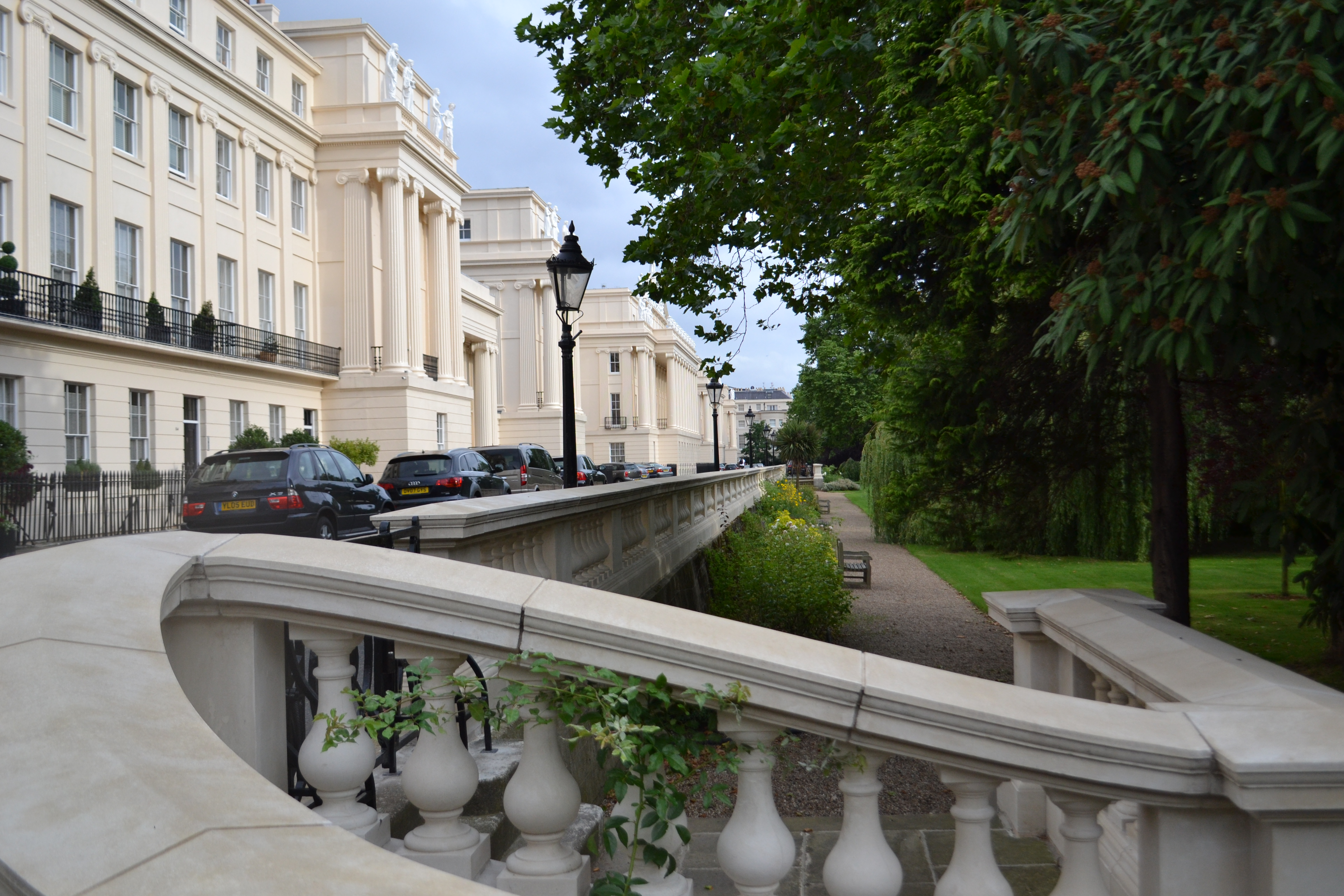
Cumberland Terrace

- Gloucester Gate, une terrace[1] réunissant 11 maisons dessinée par l’architecte John Nash et construite en 1827.
- Cumberland Terrace, dessinée par John Nash et construite par William Mountford Nurse, qui en fut le premier habitant, en 1826.
- Chester Terrace, la plus longue façade, dessinée par John Nash en 1825.
- Cambridge Terrace, dessinée par John Nash et construite en 1825. Cambridge Gate, d’un tout autre style, fut ajoutée en 1876-80.
- York Terrace, dessinée par John Nash.
- Cornwall Terrace, dessinée par l’architecte Decimus Burton, élève de Nash.
- Clarence Terrace, la plus petite, également dessinée par Decimus Burton.
- Sussex Place, composée à l’origine de 26 maisons, dessinée par John Nash, réaménagée dans les années 1960 pour abriter la London Business School.
- Hanover Terrace, dessinée par John Nash en 1822.
- Kent Terrace, derrière Hanover Terrace et donnant sur Park Road, dessinée par John Nash et construite en 1827.

Enfin, au sud du parc, on trouve Park Square, est et ouest, et Park Crescent, autres résidences dessinées par John Nash. Les façades curvilignes de Park Crescent ont été préservées lors de la transformation de l'immeuble en bureaux dans les années 1960.

## Métro le plus proche
- Regent's Park
- Baker Street
- Great Portland Street
- Camden Town

## Gare la plus proche
- Camden Road
- Marylebone

## DesRegent's Parksailleurs
Il existe aussi des Regent’s Parks dans nombre d’autres villes. Regent Park est aussi le nom d’un quartier de Toronto connu pour avoir été le tout premier lieu de logements sociaux d’envergure au Canada.